# Schwarzstirnsittich
Der Schwarzstirnsittich oder Tahiti-Laufsittich (Cyanoramphus zealandicus) ist eine ausgestorbene Papageienart, die auf Tahiti endemisch war. Der Vogel ist von drei Individuen bekannt, die auf James Cooks Reise im Jahre 1773 gesammelt wurden.
Heute befinden sich noch zwei der drei Bälge in Liverpool und der dritte in Tring. Es gibt noch zwei weitere Bestände. Einer wurde von Marolle 1844 erfasst und befindet sich nun in Paris, ein anderer jetzt in Perpignan, den Amadis 1842 entdeckte.
Man geht davon aus, dass der Schwarzstirnsittch wie seine verwandte Art, der ausgestorbene Braunkopf-Laufsittich, Waldvögel waren.
Sein Aussterben kam wohl durch seinen Lebensraumverlust, Bejagung und Verfolgung zustande. Des Weiteren kann auch die Einführung anderer Spezies dazu beigetragen haben.